# Gmina Suraż
Die Gmina Suraż ist eine Stadt-und-Land-Gemeinde im Powiat Białostocki der Woiwodschaft Podlachien in Polen. Ihr Sitz ist die gleichnamige Stadt (litauisch Suražas; belarussisch Сураж) mit etwa 1000 Einwohnern.

## Gliederung
Zur Stadt-und-Land-Gemeinde Suraż gehören neben der Stadt neun Ortschaften mit einem Schulzenamt: 
- Doktorce
- Końcowizna
- Kowale
- Lesznia
- Rynki
- Średzińskie
- Zawyki
- Zawyki-Ferma
- Zimnochy-Susły
- Zimnochy-Świechy